# NGC 188
NGC 188, även känd som Caldwell 1, är en öppen stjärnhop i stjärnbilden Cepheus. Den upptäcktes 1825 av den brittiske astronomen John Herschel.
Denna öppna stjärnhop ligger långt ovanför galaxplanet och har därför hållits ihop under lång tid. NGC är en av de äldsta stjärnhopar som astronomerna känner till, ungefär 5 miljarder år.
På stjärnhimlen återfinns NGC 188 cirka 5 grader från den norra himmelspolen.